# Park Min-ji
Park Min-ji (hangul:박민지) es una actriz de Corea del Sur.

## Filmografía

### Cine
| Año  | Título                  | Rol                   |
| ---- | ----------------------- | --------------------- |
| 2005 | Jenny, Juno             | Jenny                 |
| 2005 | The Peter Pan Formula   | Min-ji                |
| 2006 | Punch Strike            | Min-ah                |
| 2008 | His Last Gift           | Min Hye-young (joven) |
| 2008 | Do Re Mi Fa So La Ti Do | Shin Na-ri            |
| 2015 | Now Playing             | Segmento: "Bribe"     |
| 2016 | Canola                  | Min-hee               |
| 2016 | A Man and a Woman       | Ha-jung               |
| 2020 | Time to Hunt            | Traficante #3         |

### Series
| Año        | Título                                | Rol                | Red           |
| ---------- | ------------------------------------- | ------------------ | ------------- |
| 2005       | 18 vs. 29                             | Yoo Hye-chan       | KBS2          |
| 2006       | MBC Best Theater "I Love You, Ajumma" | Kim Se-ri          | MBC           |
| 2006       | A Salmon's Dream                      | Goo Ah-ra          | KBS2          |
| 2006       | Fallen Angel Jenny                    | Jenny              | Mnet          |
| 2007       | Moon Hee                              | Kim Deul-yi        | MBC           |
| 2007       | My Mom! Super Mom!                    | Oh Chae-rin        | KBS2          |
| 2008       | You Are My Destiny                    | Ban Yoon-hee       | KBS1          |
| 2010       | Becoming a Billionaire                | Park Kang-sook     | KBS2          |
| 2012       | The Wedding Scheme                    | Yoo Min-ji         | tvN           |
| 2012       | The Great Seer                        | Ban-ya             | SBS           |
| 2013       | When a Man Falls in Love              | Eun-ae             | MBC           |
| 2012, 2014 | God's Quiz                            | Park Ha-yeong      | OCN           |
| 2014       | Miss Hyena                            | Yeo Shin-yi        | Naver TV Cast |
| 2016       | Cheese in the Trap                    | Jang Bo-ra         | tvN           |
| 2016       | Magic Cellphone                       | Latte / Lee Ji-hee | Sohu TV       |
| 2016       | Start Again                           | Na Young-ja        | MBC           |
| 2018       | My Contracted Husband, Mr. Oh         | Kwon Se-mi         | MBC           |
| 2018       | The Miracle We Met                    | Ha-jung            | KBS2          |
| 2018       | My ID is Gangnam Beauty               | Ah-reum (ep. 2)    | JTBC          |
| 2018       | Ms. Ma, Nemesis                       | Jung Yoo-jung      | SBS           |